# Лагојски рејон
Лагојски рејон (блр. Лагойскі раён; рус. Лого́йский район) је административна јединица другог нивоа у северном делу Минске области у Републици Белорусији. Административни центар рејона је град Лагојск.
Пре око 40 милиона година на овом подручју (код села Кузевичи и Лагаза) је пао огроман метеорит дужине 600 метара чији удар је направио кратер пречника 15 км и дубине до 1.000 метара. Кратер је знатно еродирао деловањем ледника током последњег леденог доба. Ово је један од свега три метеорска кратера на територији Белорусије. 

## Географија
Лагојски рејон обухвата територију површине 2.365,02 км² и на 5. је месту по величини у Минској области. Од севера ка југу протеже се дужином од 90 км, односно 80 км од запада ка истоку.
Граничи се са Барисавским рејоном на истоку, Смаљавичким на југоистоку, Минским на југозападу и са Вилејским рејоном на западу, док је на северу Докшицки рејон Витебске области.
Рејон лежи у Нарачко-вилејској низији Минског побрђа, благо заталасаном подручју испресецаном бројним водотоцима. Због рељефа овај крај често називају белоруском Швајцарском. Надморске висине износе од 240 до 310 метара.
Клима је умереноконтинентална са просечним температурама у јануару од -7°C и јулу 17,6°C. Просечна количина падавина на годишњем нивоу износи око 630 мм, а вегетациони период траје 188 дана. 
Преко територије Лагојског рејона пролази развође између Балтичког и Црноморског слива. У овом рејону постоји 46 река и 2 језера. 
Око половина територије је под шумама. 

## Историја
Рејон је основан 17. јула 1924. године.

## Демографија
Према резултатима пописа из 2009. на подручју Лагојског рејона стално је било насељено 35.957 становника или у просеку 13,3 ст./км².
Основу популације чине Белоруси (92,79%), Руси (5,09%) и остали (2,12%).

## Администрација
На подручју рејона налази се укупно 319 насељених места. Једино насеље са административним статусом града је Лагојск (11.500 становника) који је уједно и административни центар рејона, док насеље Пљешчаници (око 8.000 становника) има административни статус варошице.
Рејон је административно подељен на 15 сеоских и 1 градску општину. 

## Саобраћај
Кроз рејон пролазе друмски правци Минск—Витебск и Барисав—Ашмјани.